# Placówka Straży Celnej „Pisarzowice”

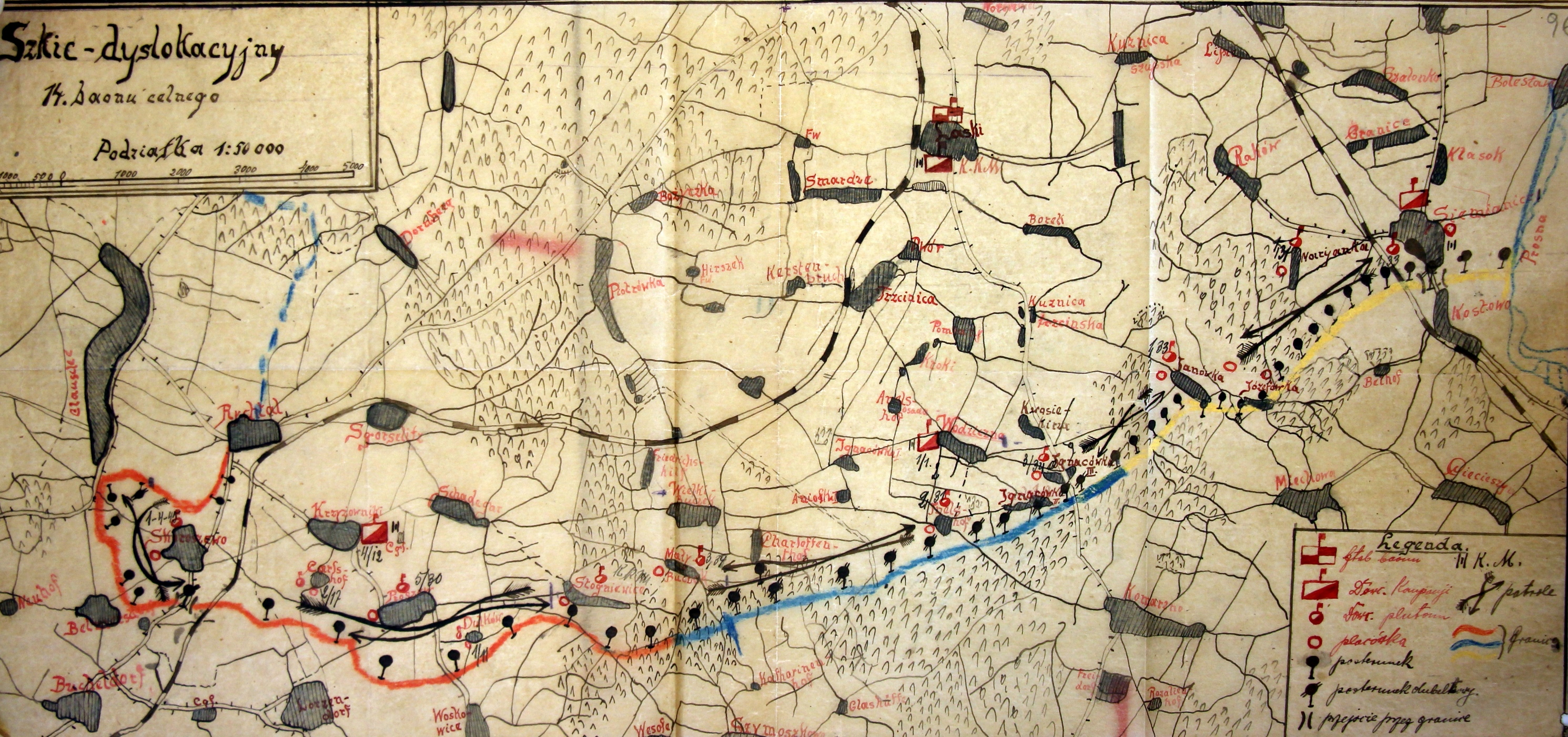
Rozmieszczenie 14 batalionu celnego

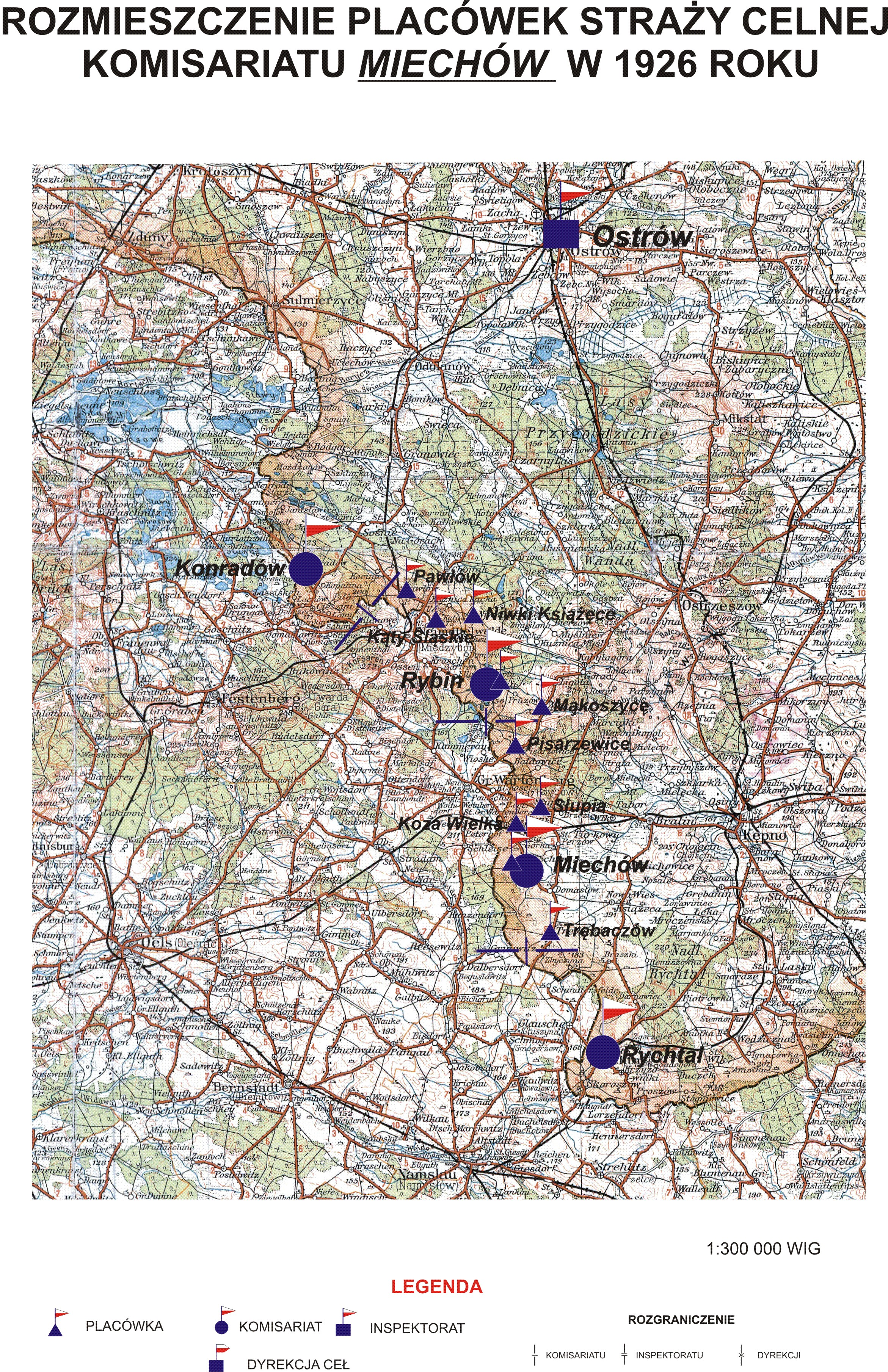
Rozmieszczenie placówek Straży Celnej Komisariatu Miechów w 1926 r.

Placówka Straży Celnej „Pisarzowice” – jednostka organizacyjna Straży Celnej pełniąca w okresie międzywojennym służbę ochronną na granicy polsko-niemieckiej.

## Formowanie i zmiany organizacyjne
Na wniosek Ministerstwa Skarbu, uchwałą z 10 marca 1920 roku, powołano do życia Straż Celną. Od połowy 1921 roku jednostki Straży Celnej rozpoczęły przejmowanie odcinków granicy od pododdziałów Batalionów Celnych. W 1921 roku na terenie Słupi stacjonował sztab 1 kompanii 14 batalionu celnego. 1 kompania wystawiła placówkę w Pisarzowicach. Proces tworzenia Straży Celnej trwał do końca 1922 roku. 
W 1921 roku na terenie Słupi stacjonował sztab 1 kompanii 14 batalionu celnego. 1 kompania w Pisarzowicach wystawiła placówkę. 
23 października 1921 roku od 14 batalionu celnego ochronę granicy państwowej przejęła Straż Celna. Nowo powstały komisariat SC „Miechów” zorganizował swoje placówki. W listopadzie 1922 roku nastąpiła reorganizacja. Do komisariatu „Miechów” dołączono placówkę SC w Pisarzowicach będącą wcześniej w składzie komisariatu SC „Niwki Ksiażęce”. W 1926 placówka Straży Celnej „Pisarzowice” pozostawała w podporządkowaniu komisariatu Straży Celnej „Miechów” z Inspektoratu SC „Ostrów”.
W drugiej połowie 1927 roku przystąpiono do gruntownej reorganizacji Straży Celnej. W praktyce skutkowało to rozwiązaniem tej formacji granicznej. Ochronę północnej, zachodniej i południowej granicy państwa przejęła powołana z dniem 2 kwietnia 1928 roku Straż Graniczna.
Rozkazem nr 3 z 25 kwietnia 1928 roku w sprawie organizacji Wielkopolskiego Inspektoratu Okręgowego dowódca Straży Granicznej gen. bryg. Stefan Pasławski powołał komisariat Straży Granicznej „Słupia”. Placówka Straży Granicznej I linii „Pisarzowice” znalazła się w jego strukturze. 

## Funkcjonariusze placówki
Kierownicy placówki
| stopień          | imię i nazwisko, numer | okres pełnienia służby | kolejne stanowisko |
| ---------------- | ---------------------- | ---------------------- | ------------------ |
| starszy strażnik | Józef Kaczmarek (1587) | był w 1926             |                    |

Obsada personalna placówki w 1926:
- starszy strażnik Józef Kaczmarek (1587)
- strażnik Bolesław Kopczyński (1123)
- strażnik Feliks Szczepaniak (1301)
- strażnik Władysław Grażek (1105)
- strażnik Władysław Chosiński (1124)
- strażnik Jan Malicki (1598)
- strażnik Franciszek Mocek (2584)
- strażnik Franciszek Kurwacki (2963)